# معركة فرهادغرد
بينما كان أبو القاسم بابر بن بايسنقر بعيدا عن هرات يسحق ثورة أمير هيندوغا في أستراباد، علاء الدولة بن بايسنقر، شقيقه الأكبر، تمكن من الهروب من السجن في هرات وذهب مباشرة إلى أخيه الأصغر سلطان محمد بن بايسنقر في مقاطعة فارس يطلب حمايته. ثم سار سلطان محمد بن بايسنقر وعلاء الدولة بن بايسنقر مع جيش كبير وغزوا خراسان في عام 1449. وكان ذلك في نفس وقت ثورة عبد اللطیف ميرزا في بلخ ضد والده أولوغ بيك في سمرقند.
بينما كان الأب والابن مشغولين بالوقوف في آمو داريا في الشمال، كان أخوان بايسنقر على وشك الدخول في معركة في خراسان. سار أبو القاسم بابر بن بايسنقر لمواجهة إخوانه في المعركة والتقى الجيشان في فرهادغرد. هزم السلطان محمد بن بايسنقر وعلاء الدولة بن بايسنقر أبو القاسم بابر بن بايسنقر الذين فر إلى قلعة أوماد. دخل السلطان محمد بن بايسنقر هرات وأطلق سراح إبراهيم ميرزا ابن علاء الدولة بن بايسنقر. عبد اللطيف ميرزا -الذي قبل إرسال المبعوث إلى أبو القاسم بابر بن بايسنقر الذي صرح بالسلام خلال ثورته ضد والده أولوغ بيك- هنأ سلطان محمد بن بايسنقر في اخذه هرات. لكن سلطان محمد بن بايسنقر حزن من هزيمة أولوغ بيك في دمشق وقتل في طريقه في مكة بواسطة ابنه. ومع ذلك، قرر عدم خوض حرب في بلاد ماوراء النهر وبدلا من ذلك أراد أن يركز على مقتنياته في عراق العجم، مقاطعة فارس والآن خراسان كذلك.
في غضون ذلك، سرعان ما تحرك أبو القاسم بابر بن بايسنقر لمهاجمة أستراباد حيث قام الحاكم الذي عينه السلطان محمد بن بايسنقر بقمع شعب ذلك المكان. في نهاية المطاف سوف يتقاتل الأخوان بعضهما البعض مرة أخرى في أستراباد.